# Loze
Loze (okzitanisch: Lòse) ist eine französische Gemeinde mit 121 Einwohnern (Stand: 1. Januar 2022) im Département Tarn-et-Garonne in der Region Okzitanien (vor 2016: Midi-Pyrénées). Die Gemeinde liegt im Arrondissement Montauban und ist Teil des Kantons Quercy-Rouergue (bis 2015: Kanton Caylus). Die Einwohner werden Loziens genannt.

## Geografische Lage
Loze liegt etwa 46 Kilometer nordöstlich vom Stadtzentrum von Montauban. Umgeben wird Loze von den Nachbargemeinden Saint-Projet im Norden, Puylagarde im Osten und Nordosten, Lacapelle-Livron im Süden, Caylus im Süden und Südwesten, Mouillac im Südwesten sowie Vaylats im Westen und Nordwesten.
Im westlichen Gemeindegebiet befindet sich ein Areal des Militärgeländes Les Espagnots.

## Einwohnerentwicklung
| Jahr      | 1962 | 1968 | 1975 | 1982 | 1990 | 1999 | 2006 | 2013 |
| --------- | ---- | ---- | ---- | ---- | ---- | ---- | ---- | ---- |
| Einwohner | 84   | 85   | 83   | 102  | 94   | 118  | 125  | 131  |

## Sehenswürdigkeiten
- Kirche Saint-Martin
- Schloss La Roque
- Ruinen der Kapelle Saint-Caprais im Ortsteil Monille

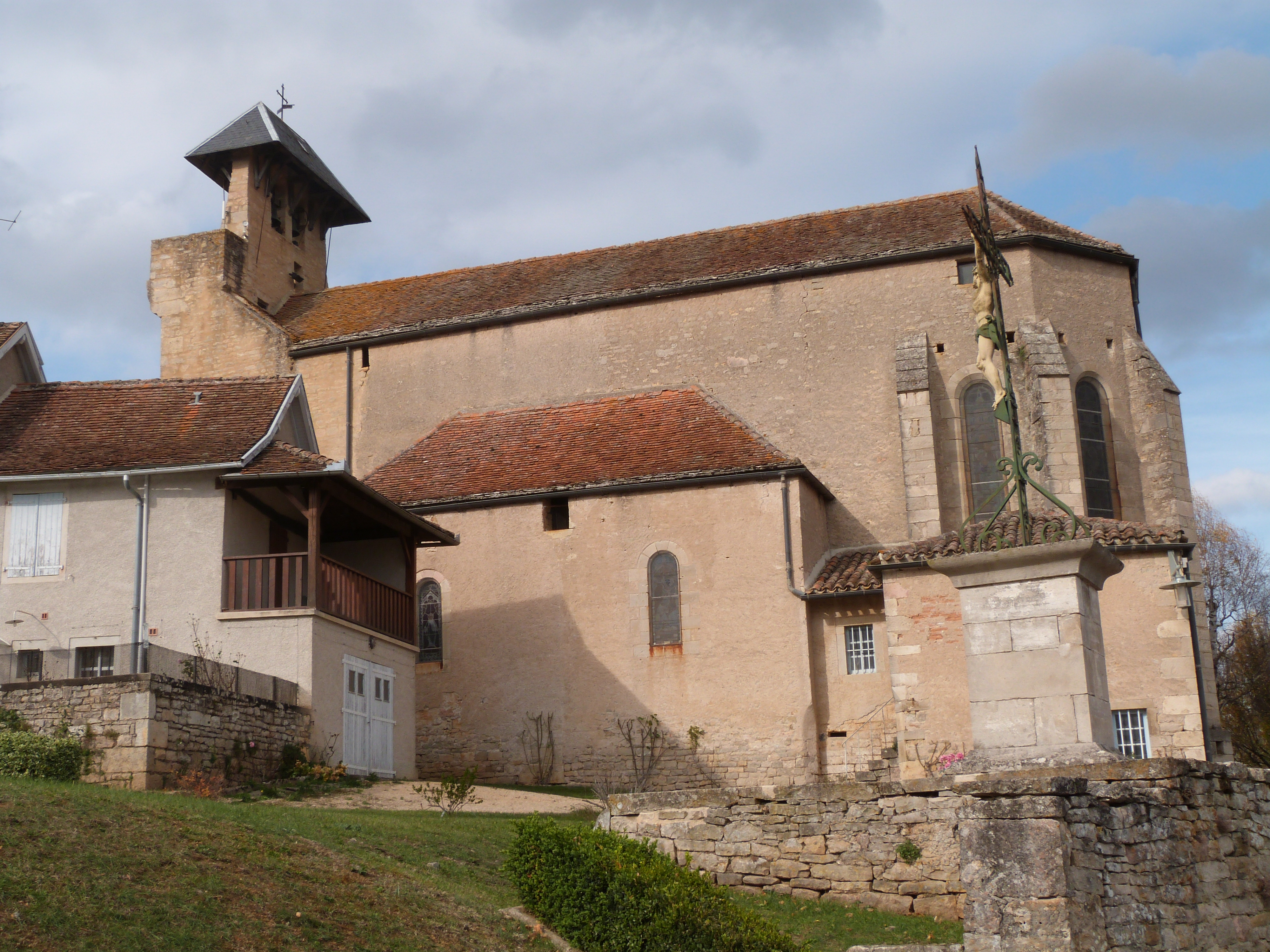
Kirche Saint-Martin

## Persönlichkeiten
- Jean Kay (1943–2012), Abenteurer und Schriftsteller